# جان ویزدم
آرتور جان ترنس دیبن ویزدم (زادهٔ ۱۲ سپتامبر ۱۹۰۴ در لیتون، لندن بزرگ – درگذشتهٔ ۹ دسامبر ۱۹۹۳، در کمبریج) که معمولاً به نام جان ویزدم از او یاد می‌کنند فیلسوف برجستهٔ بریتانیایی بود که به فلسفهٔ زبان متعارف و فلسفهٔ ذهن و متافیزیک اشتغال داشت. او تحت تأثیر جرج ادوارد مور و لودویگ ویتگنشتاین و زیگموند فروید بود و به‌نوبهٔ خود آرای ایشان را شرح و بسط داد.

## کار فلسفی
پیش از آنکه پژوهش‌های فلسفی ویتگنشتاین، در سال ۱۹۵۳، پس از مرگ او در سال ۱۹۵۱ منتشر شود، نوشته‌های ویزدم در این باب از معدود منابع دربارهٔ فلسفهٔ متأخر این فیلسوف اتریشی بود. همچنین، نخستین بار او بود که در اثری به سال ۱۹۳۱ عبارت «فیلسوفان تحلیلی» را به‌کار برد.